# Phare de Flatøy
Le phare de Flatøy (en norvégien : Flatøy fyr) est un feu côtier situé sur l'île d'Engeløya dans la commune de Steigen, dans le Comté de Nordland (Norvège). Il est géré par l'administration côtière norvégienne (en norvégien : Kystverket).
L'ancien phare est classé patrimoine culturel par le Riksantikvaren depuis 1999.

## Histoire
La maison-phare d'origine a été mise en service en 1882 sur la petite île d'Engeløya sur le côté sud-est du Vestfjord à environ 8 km à l'ouest de Steigen. La tour blanche est octogonale, avec galerie et lanterne rouge, attachée à une maison de gardien en bois de deux étages. La station comprend aussi un local de générateur, des constructions  annexes et les ruines d'un hangar à bateaux. Il a été équipé du'un feu à secteurs automatisé en 1966. En 2005, le phare a été racheté par la municipalité de Steigen . Il a été restauré en 2010 et est ouvert au public et géré par la Direction norvégienne pour la gestion de la nature.
Une tour légère, construite à côté en 2006, a pris le relais de l'ancien phare.

## Description
Le phare actuel  est une tour circulaire en béton de 7 mètres de haut, avec une galerie et une lanterne. La tour est blanche  et la lanterne est rouge. Il émet, à une hauteur focale de 44 mètres, un éclat blanc et rouge selon différents secteurs toutes les 5 secondes. Sa portée nominale est de 7 milles nautiques (environ 13 km) pour le feu blanc, 5 pour le feu rouge.
Identifiant : ARLHS : NOR-084 ; NF-7145 - Amirauté : L2658 - NGA : 110992 .
|          |
| Le phare |

|                     |
| La station actuelle |

### Lien connexe
- Liste des phares de Norvège